# Anolaima
Anolaima là một khu tự quản thuộc tỉnh Cundinamarca, Colombia. Thủ phủ của khu tự quản Anolaima đóng tại Anolaima Khu tự quản Anolaima có diện tích # ki lô mét vuông. Đến thời điểm ngày 28 tháng 5 năm 2005, khu tự quản Anolaima có dân số 12959 người.
Bản mẫu:Tỉnh Cundinamarca